# Club Voleibol Emevé 2014-2015 (femminile)
Questa voce raccoglie le informazioni riguardanti il Club Voleibol Emevé nelle competizioni ufficiali della stagione 2014-2015.

## Organigramma societario
Area direttiva
- Presidente: Rafael Rodríguez

Area tecnica
- Allenatore: José Valle
- Allenatore in seconda: Fátima Valle

## Rosa
| N° | Nome                  | Ruolo | Data di nascita   | Nazionalità sportiva |
| -- | --------------------- | ----- | ----------------- | -------------------- |
| 1  | Kaytlin Skinner       | C     | 28 maggio 1992    | Stati Uniti          |
| 2  | Naika María Rodríguez | C     | 21 settembre 1997 | Spagna               |
| 3  | Paula Lorenzo         | S     | 4 dicembre 1999   | Spagna               |
| 4  | Irene Yañez           | C     | 9 novembre 1994   | Spagna               |
| 5  | Laura Villasante      | C     | 3 gennaio 1992    | Spagna               |
| 6  | Sara Teresa Araújo    | S     | 3 febbraio 1998   | Spagna               |
| 7  | María Fe Pena         | L     | 10 febbraio 1986  | Spagna               |
| 8  | Nerea Novo            | S     | 26 novembre 1995  | Spagna               |
| 9  | Claudia Rozas         | S     | 2 marzo 1995      | Spagna               |
| 10 | Uxia Mourelos         | L     | 7 ottobre 1997    | Spagna               |
| 11 | Alicia Rodríguez      | P     | 12 agosto 1997    | Spagna               |
| 12 | Carmen Carvajal       | S     | 4 aprile 1995     | Spagna               |
| 13 | Alejandra Gancedo     | S/O   | 3 marzo 1999      | Spagna               |
| 14 | Sara Folgueira        | S/O   | 17 dicembre 1996  | Spagna               |
| 15 | Lucía Prol            | S     | 30 novembre 1999  | Spagna               |
| 16 | Carmen Saa            | P     | 27 marzo 1999     | Spagna               |
| 17 | María José Garrido    | S     | 8 settembre 1981  | Spagna               |
| 18 | Fátima Vall           | P     | 22 novembre 1980  | Spagna               |
| 19 | Irma García           | C     | 18 luglio 1980    | Spagna               |
| -  | Rosalia Alonso-Mañero | C     | 17 luglio 1989    | Spagna               |